# Hoffmannseggia watsonii
Hoffmannseggia watsonii är en ärtväxtart som först beskrevs av Elmon McLean Fisher, och fick sitt nu gällande namn av Joseph Nelson Rose. Hoffmannseggia watsonii ingår i släktet Hoffmannseggia och familjen ärtväxter. Inga underarter finns listade i Catalogue of Life.